# Pince

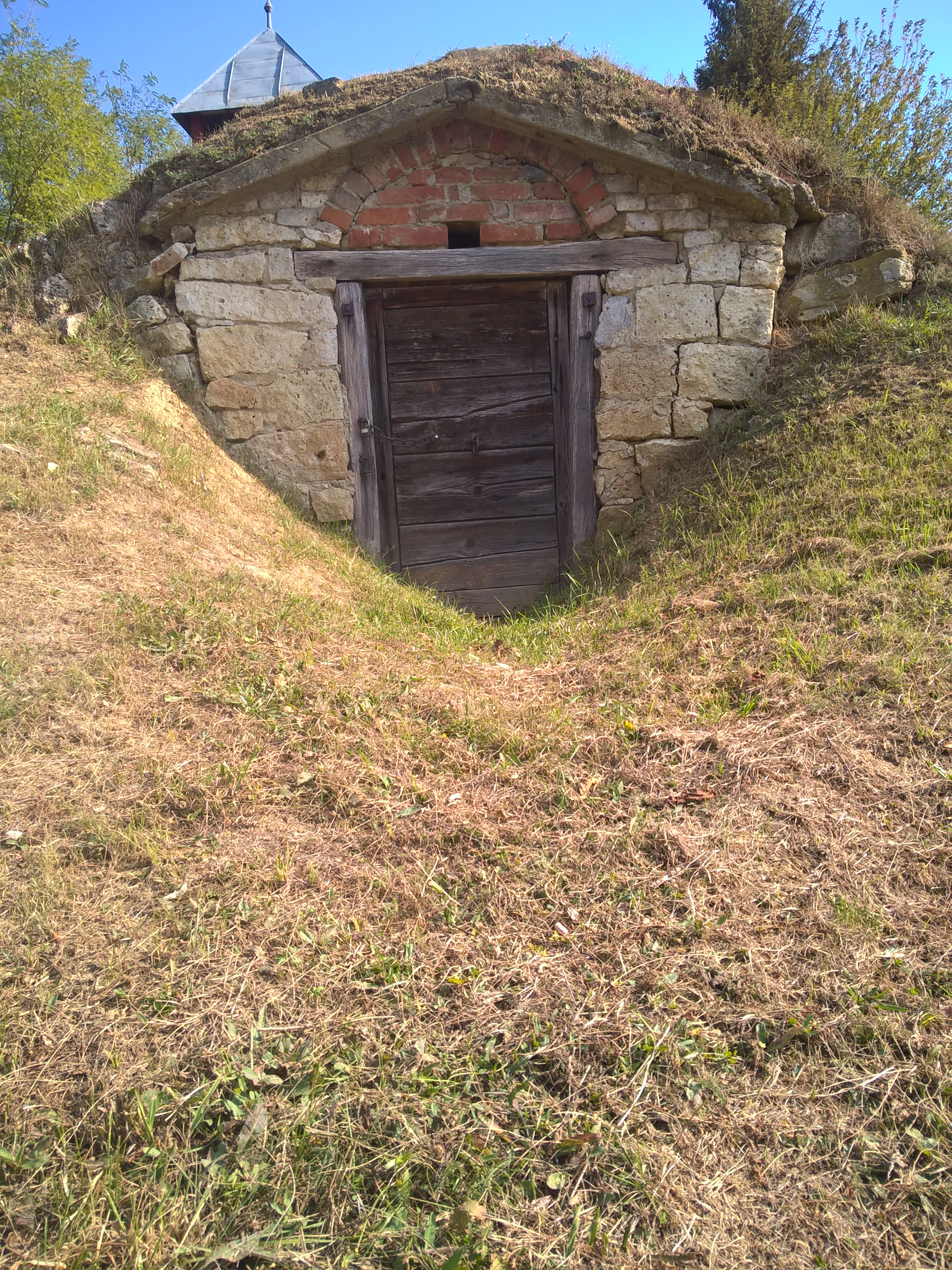
Egy különálló pince bejárata

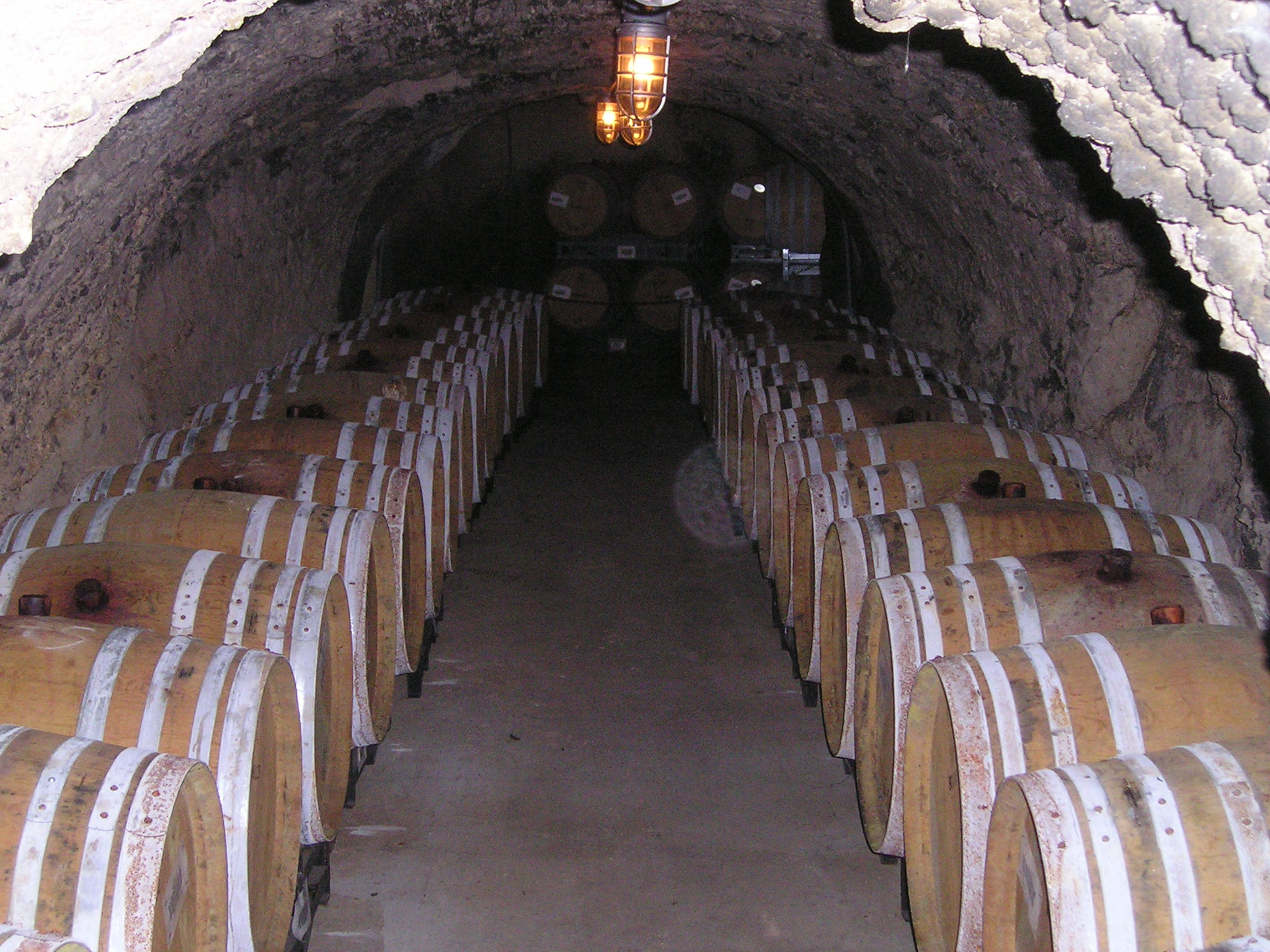
Egy borospince belseje

A pince (vagy spájz, éléskamra) egy olyan helyiség, amelyet a földszint alá építenek. Abban különbözik az alagsortól, hogy míg az alagsori helyiségeket a felsőbb szinten lévőkkel azonos funkcióban használják, a pince másodlagos, főként tároló funkciót tölt be. A pincéket gyakran (az alagsorhoz hasonlóan) közvetlenül épületek alá építik, bejárata is az épületen belül érhető el, de előfordul, hogy attól független, külön épületként tölti be funkcióját, ilyenkor egy földszinti bejáraton keresztül lehet elérni a pincébe vezető lépcsőket (pl. borospincék). Mivel sötét, és egész évben viszonylag állandó a hőmérséklete és páratartalma, ezért már évezredek óta élelmiszerek, pl. bor, burgonya, alma stb. tárolására használják.

## Borospince
Kifejezetten a bor hordókban való tárolására épített pince. Lehet aktív vagy passzív. Az aktív pince rendelkezik légkondicionálással, és állandó a belső légnyomás és páratartalom. A passzív pince ezekkel nem rendelkezik, ezek mindenképp a föld alatt vannak kiépítve, ahol általában sötét van, és a felsorolt tényezők nagyjából ugyanazok az év folyamán. A hőmérséklet 7-18 fok közötti, viszont 10-14 fokos hőmérsékleten öregedik a bor megfelelően.
- Mecseknádasdi pincesor
- A hajósi Európa legnagyobb egybefüggő pincesora